# Liste der Baudenkmale in Bad Münder am Deister
In der Liste der Baudenkmale in Bad Münder am Deister sind die Baudenkmale der niedersächsischen Stadt Bad Münder am Deister und ihrer Ortsteile aufgelistet.

## Allgemein
In den Spalten befinden sich folgende Informationen:
- Lage: die Adresse des Baudenkmales und die geographischen Koordinaten. Kartenansicht, um Koordinaten zu setzen. In der Kartenansicht sind Baudenkmale ohne Koordinaten mit einem roten Marker dargestellt und können in der Karte gesetzt werden. Baudenkmale ohne Bild sind mit einem blauen Marker gekennzeichnet, Baudenkmale mit Bild mit einem grünen Marker.
- Bezeichnung: Bezeichnung des Baudenkmales
- Beschreibung: die Beschreibung des Baudenkmales. Unter § 3 Abs. 2 NDSchG werden Einzeldenkmale und unter § 3 Abs. 3 NDSchG Gruppen baulicher Anlagen und deren Bestandteile ausgewiesen.
- ID: die Objekt-ID des Baudenkmales
- Bild: ein Bild des Baudenkmales, ggf. zusätzlich mit einem Link zu weiteren Fotos des Baudenkmals im Medienarchiv Wikimedia Commons. Wenn man auf das Kamerasymbol klickt, können Fotos zu Baudenkmalen aus dieser Liste hochgeladen werden:

## Bad Münder
Baudenkmale im Ortsteil Bad Münder.

### Gruppe: Hofanlage An der Bergschmiede
Die Gruppe „Hofanlage An der Bergschmiede“ hat die ID 31304631.

| Lage                                           | Bezeichnung | Beschreibung | ID       | Bild |
| ---------------------------------------------- | ----------- | ------------ | -------- | ---- |
| An der Bergschmiede 52° 11′ 1″ N, 9° 25′ 31″ O | Gasthaus    |              | 31332765 | BW   |
| An der Bergschmiede 52° 11′ 1″ N, 9° 25′ 32″ O | Scheune     |              | 31332786 | BW   |
| An der Bergschmiede 52° 11′ 2″ N, 9° 25′ 31″ O | Stall       |              | 31332805 | BW   |

### Gruppe: Villa und Garage Angerstraße 60
Die Gruppe „Villa und Garage Angerstraße 60“ hat die ID 31304869.

| Lage                                       | Bezeichnung | Beschreibung | ID       | Bild |
| ------------------------------------------ | ----------- | ------------ | -------- | ---- |
| Angerstraße 60 52° 11′ 47″ N, 9° 27′ 25″ O | Villa       |              | 31338118 |      |
| Angerstraße 60 52° 11′ 46″ N, 9° 27′ 25″ O | Garage      |              | 31338140 |      |

### Gruppe: Jüdischer Friedhof Deisterallee
Die Gruppe „Jüdischer Friedhof Deisterallee“ hat die ID 31304847.

| Lage                                   | Bezeichnung        | Beschreibung | ID       | Bild           |
| -------------------------------------- | ------------------ | ------------ | -------- | -------------- |
| Deisterallee 52° 12′ 5″ N, 9° 28′ 6″ O | Jüdischer Friedhof |              | 31337836 | Weitere Bilder |

### Gruppe: Echternstraße
Die Gruppe „Echternstraße“ hat die ID 31304741.

| Lage                                         | Bezeichnung              | Beschreibung                                                                | ID       | Bild |
| -------------------------------------------- | ------------------------ | --------------------------------------------------------------------------- | -------- | ---- |
| Echternstraße 9 52° 11′ 52″ N, 9° 27′ 50″ O  | Wohn-/Geschäftshaus      |                                                                             | 37199258 | BW   |
| Echternstraße 11 52° 11′ 52″ N, 9° 27′ 51″ O | Wohn-/Geschäftshaus      |                                                                             | 37199425 | BW   |
| Echternstraße 13 52° 11′ 52″ N, 9° 27′ 51″ O | Wohn-/Geschäftshaus      |                                                                             | 31337627 | BW   |
| Echternstraße 15 52° 11′ 51″ N, 9° 27′ 51″ O | Wohnhaus                 |                                                                             | 37201244 | BW   |
| Echternstraße 17 52° 11′ 51″ N, 9° 27′ 51″ O | Wohnhaus                 |                                                                             | 31332642 |      |
| Echternstraße 19 52° 11′ 50″ N, 9° 27′ 51″ O | Wohnhaus                 |                                                                             | 31332683 | BW   |
| Echternstraße 19 52° 11′ 50″ N, 9° 27′ 51″ O | Stall                    |                                                                             | 31332703 | BW   |
| Echternstraße 19 52° 11′ 50″ N, 9° 27′ 52″ O | Scheune                  |                                                                             | 31332723 | BW   |
| Lange Straße 16 52° 11′ 49″ N, 9° 27′ 42″ O  | Wirtschaftsgebäude       | Inschrift: JOHANN RUDOLF STANGE JOHANNA LUISABET GEBORENE WITTE 1803 - 1990 | 37201735 |      |
| Echternstraße 28 52° 11′ 49″ N, 9° 27′ 53″ O | Wohnhaus                 |                                                                             | 31332986 |      |
| Echternstraße 24 52° 11′ 50″ N, 9° 27′ 53″ O | Wohnhaus                 |                                                                             | 31332744 | BW   |
| Echternstraße 26 52° 11′ 49″ N, 9° 27′ 55″ O | Wohnhaus                 |                                                                             | 31332965 | BW   |
| Neue Straße 13 52° 11′ 50″ N, 9° 27′ 53″ O   | Wohn-/Wirtschaftsgebäude |                                                                             | 37202622 |      |
| Echternstraße 22 52° 11′ 51″ N, 9° 27′ 53″ O | Wohn-/Geschäftshaus      |                                                                             | 37201508 | BW   |
| Echternstraße 20 52° 11′ 51″ N, 9° 27′ 53″ O | Wohnhaus                 |                                                                             | 37201396 |      |
| Echternstraße 18 52° 11′ 51″ N, 9° 27′ 53″ O | Wohnhaus                 |                                                                             | 31332662 |      |
| Echternstraße 16 52° 11′ 52″ N, 9° 27′ 54″ O | Pfarrhaus                |                                                                             | 31332621 | BW   |
| Echternstraße 14 52° 11′ 52″ N, 9° 27′ 52″ O | Wohnhaus                 |                                                                             | 37201223 |      |
| Echternstraße 12 52° 11′ 52″ N, 9° 27′ 51″ O | Wohn-/Wirtschaftsgebäude |                                                                             | 31332600 |      |
| Echternstraße 10 52° 11′ 53″ N, 9° 27′ 51″ O | Wohn-/Geschäftshaus      |                                                                             | 37199330 | BW   |

### Gruppe: Gedenkstätte Hannoversche Straße
Die Gruppe „Gedenkstätte Hannoversche Straße“ hat die ID 31304686.

| Lage                                    | Bezeichnung  | Beschreibung | ID       | Bild |
| --------------------------------------- | ------------ | ------------ | -------- | ---- |
| Heißenweg 2 52° 11′ 49″ N, 9° 28′ 31″ O | Gedenkstätte |              | 31333008 | BW   |

### Gruppe: Wohnhäuser Kirchhof 4,6,8
Die Gruppe „Wohnhäuser Kirchhof 4,6,8“ hat die ID 31304752.

| Lage                                   | Bezeichnung | Beschreibung | ID       | Bild |
| -------------------------------------- | ----------- | ------------ | -------- | ---- |
| Kirchhof 4 52° 11′ 50″ N, 9° 27′ 48″ O | Wohnhaus    |              | 31333198 | BW   |
| Kirchhof 6 52° 11′ 50″ N, 9° 27′ 47″ O | Wohnhaus    |              | 31333215 |      |
| Kirchhof 8 52° 11′ 50″ N, 9° 27′ 47″ O | Wohnhaus    |              | 31333232 | BW   |

### Gruppe: Ehem. Stadtmauer (Reste)
Die Gruppe „Ehem. Stadtmauer (Reste)“ hat die ID 31304785.

| Lage                                       | Bezeichnung | Beschreibung | ID       | Bild |
| ------------------------------------------ | ----------- | ------------ | -------- | ---- |
| Lange Straße 7 52° 11′ 49″ N, 9° 27′ 42″ O | Mauer       |              | 31333289 | BW   |

### Gruppe: Lange Straße 11–43
Die Gruppe „Lange Straße 11–43“ hat die ID 31304796.

| Lage                                          | Bezeichnung              | Beschreibung        | ID       | Bild |
| --------------------------------------------- | ------------------------ | ------------------- | -------- | ---- |
| Lange Straße 11 52° 11′ 50″ N, 9° 27′ 44″ O   | Gasthaus                 | Wohn-/Geschäftshaus | 31333307 | BW   |
| Lange Straße 15 52° 11′ 49″ N, 9° 27′ 46″ O   | Wohnhaus                 |                     | 31333373 |      |
| Lange Straße 15 52° 11′ 49″ N, 9° 27′ 45″ O   | Stall                    |                     | 31333413 | BW   |
| Unterm Schauer 1 52° 11′ 49″ N, 9° 27′ 45″ O  | Stall                    |                     | 31333393 | BW   |
| Lange Straße 17 52° 11′ 49″ N, 9° 27′ 46″ O   | Wohnhaus                 |                     | 31333435 | BW   |
| Lange Straße 17 52° 11′ 49″ N, 9° 27′ 46″ O   | Stall                    |                     | 31333455 | BW   |
| Lange Straße 19 52° 11′ 49″ N, 9° 27′ 47″ O   | Wohnhaus                 |                     | 31333476 |      |
| Lange Straße 19 52° 11′ 49″ N, 9° 27′ 46″ O   | Stall                    |                     | 31333500 | BW   |
| Lange Straße 21 52° 11′ 49″ N, 9° 27′ 47″ O   | Wohnhaus                 |                     | 31333520 |      |
| Lange Straße 21 52° 11′ 49″ N, 9° 27′ 46″ O   | Stall                    |                     | 31333540 | BW   |
| Lange Straße 23 52° 11′ 49″ N, 9° 27′ 45″ O   | Wohn-/Geschäftshaus      |                     | 31333558 |      |
| Lange Straße 25 52° 11′ 49″ N, 9° 27′ 47″ O   | Wohnhaus                 |                     | 31333599 |      |
| Lange Straße 25 52° 11′ 48″ N, 9° 27′ 47″ O   | Scheune                  |                     | 31333619 | BW   |
| Treppenwall 4 52° 11′ 48″ N, 9° 27′ 47″ O     | Scheune                  |                     | 31333639 | BW   |
| Lange Straße 27 52° 11′ 48″ N, 9° 27′ 46″ O   | Wohn-/Geschäftshaus      |                     | 31333681 | BW   |
| Lange Straße 27 52° 11′ 48″ N, 9° 27′ 48″ O   | Stall                    |                     | 31333663 | BW   |
| Lange Straße 29 52° 11′ 48″ N, 9° 27′ 47″ O   | Wohn-/Wirtschaftsgebäude |                     | 31333701 | BW   |
| Lange Straße 31 52° 11′ 48″ N, 9° 27′ 48″ O   | Wohn-/Geschäftshaus      | bezeichnet 1660     | 31333722 |      |
| Lange Straße 31 52° 11′ 48″ N, 9° 27′ 50″ O   | Wirtschaftsgebäude       |                     | 31333746 | BW   |
| Lange Straße 33 52° 11′ 48″ N, 9° 27′ 48″ O   | Wohn-/Wirtschaftsgebäude |                     | 31333781 |      |
| 52° 11′ 47″ N, 9° 27′ 49″ O                   | Stall                    |                     | 31333805 | BW   |
| Lange Straße 33 52° 11′ 47″ N, 9° 27′ 49″ O   | Scheune                  |                     | 31333825 | BW   |
| Lange Straße 35 52° 11′ 48″ N, 9° 27′ 49″ O   | Wohn-/Wirtschaftsgebäude |                     | 31333845 |      |
| Lange Straße 35 52° 11′ 47″ N, 9° 27′ 50″ O   | Stall                    |                     | 31333870 | BW   |
| Lange Straße 37 52° 11′ 48″ N, 9° 27′ 49″ O   | Wohnhaus                 |                     | 31333890 | BW   |
| Lange Straße 37 52° 11′ 47″ N, 9° 27′ 51″ O   | Stall                    |                     | 31333911 | BW   |
| Lange Straße 37 a 52° 11′ 46″ N, 9° 27′ 50″ O | Mauer                    |                     | 31333931 |      |
| Lange Straße 39 52° 11′ 47″ N, 9° 27′ 52″ O   | Wohnhaus                 |                     | 31333949 | BW   |
| Lange Straße 39 52° 11′ 47″ N, 9° 27′ 51″ O   | Nebengebäude             |                     | 31333969 | BW   |
| Lange Straße 41 52° 11′ 47″ N, 9° 27′ 50″ O   | Wohn-/Wirtschaftsgebäude |                     | 31334007 |      |
| Lange Straße 41 52° 11′ 46″ N, 9° 27′ 52″ O   | Stall                    |                     | 31334032 |      |
| Lange Straße 41 52° 11′ 46″ N, 9° 27′ 51″ O   | Mauer                    |                     | 31334073 | BW   |
| Lange Straße 43 52° 11′ 48″ N, 9° 27′ 49″ O   | Wohnhaus                 |                     | 31334113 |      |
| Lange Straße 43 52° 11′ 46″ N, 9° 27′ 52″ O   | Stall                    |                     | 31334137 | BW   |

### Gruppe: Lange Straße 45–59
Die Gruppe „Lange Straße 45–59“ hat die ID 31304719.

| Lage                                        | Bezeichnung              | Beschreibung | ID       | Bild |
| ------------------------------------------- | ------------------------ | ------------ | -------- | ---- |
| Lange Straße 45 52° 11′ 46″ N, 9° 27′ 47″ O | Wohn-/Geschäftshaus      |              | 31334157 | BW   |
| Lange Straße 47 52° 11′ 46″ N, 9° 27′ 48″ O | Gasthaus                 |              | 31334177 | BW   |
| Lange Straße 49 52° 11′ 45″ N, 9° 27′ 49″ O | Wohn-/Geschäftshaus      |              | 31334197 | BW   |
| Lange Straße 51 52° 11′ 45″ N, 9° 27′ 49″ O | Wohn-/Geschäftshaus      |              | 31334217 | BW   |
| Lange Straße 53 52° 11′ 45″ N, 9° 27′ 49″ O | Wohnhaus                 |              | 31334237 |      |
| Lange Straße 55 52° 11′ 45″ N, 9° 27′ 50″ O | Wohnhaus                 |              | 31334257 | BW   |
| Lange Straße 59 52° 11′ 45″ N, 9° 27′ 51″ O | Wohn-/Wirtschaftsgebäude |              | 31334297 |      |

### Gruppe: Ehem. Friedhof Lange Straße
Die Gruppe „Ehem. Friedhof Lange Straße“ hat die ID 31304675.

| Lage                                       | Bezeichnung           | Beschreibung | ID       | Bild |
| ------------------------------------------ | --------------------- | ------------ | -------- | ---- |
| Lange Straße 63 52° 11′ 42″ N, 9° 28′ 1″ O | Friedhof              |              | 31334317 | BW   |
| Lange Straße 61 52° 11′ 44″ N, 9° 28′ 1″ O | ehem. Totengräberhaus | Wohnhaus     | 37206013 | BW   |

### Gruppe: Untermühle, Laurentiusweg 4
Die Gruppe „Untermühle, Laurentiusweg 4“ hat die ID 31304879.

| Lage                                        | Bezeichnung | Beschreibung       | ID       | Bild |
| ------------------------------------------- | ----------- | ------------------ | -------- | ---- |
| Laurentiusweg 4 52° 11′ 40″ N, 9° 27′ 58″ O | Wohnhaus    |                    | 31338207 | BW   |
| Laurentiusweg 4 52° 11′ 39″ N, 9° 27′ 59″ O | Untermühle  | Mühle (Baukomplex) | 31334334 | BW   |
| Laurentiusweg 4 52° 11′ 39″ N, 9° 27′ 58″ O | Bachlauf    |                    | 38729252 | BW   |

### Gruppe: Wohnhäuser Neue Straße 1,3,5
Die Gruppe „Wohnhäuser Neue Straße 1,3,5“ hat die ID 31304763.

| Lage                                      | Bezeichnung | Beschreibung | ID       | Bild |
| ----------------------------------------- | ----------- | ------------ | -------- | ---- |
| Neue Straße 1 52° 11′ 54″ N, 9° 27′ 47″ O | Wohnhaus    |              | 31334394 | BW   |
| Neue Straße 3 52° 11′ 54″ N, 9° 27′ 48″ O | Wohnhaus    |              | 31334433 | BW   |
| Neue Straße 5 52° 11′ 53″ N, 9° 27′ 48″ O | Wohnhaus    |              | 31334451 | BW   |

### Gruppe: Osterstraße 12–22
Die Gruppe „Osterstraße 12–22“ hat die ID 31304730.

| Lage                                       | Bezeichnung              | Beschreibung | ID       | Bild |
| ------------------------------------------ | ------------------------ | ------------ | -------- | ---- |
| Osterstraße 12 52° 11′ 48″ N, 9° 27′ 58″ O | Wohn-/Wirtschaftsgebäude |              | 31334715 | BW   |
| Osterstraße 14 52° 11′ 49″ N, 9° 27′ 51″ O | Wohn-/Wirtschaftsgebäude |              | 31334735 | BW   |
| Osterstraße 16 52° 11′ 50″ N, 9° 27′ 51″ O | Wohn-/Wirtschaftsgebäude |              | 31334755 | BW   |
| Osterstraße 18 52° 11′ 50″ N, 9° 27′ 52″ O | Wohnhaus                 |              | 31334775 | BW   |
| Osterstraße 20 52° 11′ 50″ N, 9° 27′ 53″ O | Wohn-/Wirtschaftsgebäude |              | 31334795 | BW   |
| Osterstraße 22 52° 11′ 50″ N, 9° 27′ 53″ O | Wohn-/Wirtschaftsgebäude |              | 31334815 | BW   |

### Gruppe: Wohnhäuser Osterstr. 24/26
Die Gruppe „Wohnhäuser Osterstr. 24/26“ hat die ID 41629001.

| Lage                                       | Bezeichnung | Beschreibung | ID       | Bild |
| ------------------------------------------ | ----------- | ------------ | -------- | ---- |
| Osterstraße 24 52° 11′ 50″ N, 9° 27′ 54″ O | Wohnhaus    |              | 31337663 | BW   |
| Osterstraße 26 52° 11′ 50″ N, 9° 27′ 54″ O | Wohnhaus    |              | 31337678 | BW   |

### Gruppe: Petersilienstraße 3–13
Die Gruppe „Petersilienstraße 3–13“ hat die ID 31304774.

| Lage                                             | Bezeichnung              | Beschreibung | ID       | Bild           |
| ------------------------------------------------ | ------------------------ | ------------ | -------- | -------------- |
| Petersilienstraße 5 52° 11′ 54″ N, 9° 27′ 36″ O  | Wohn-/Wirtschaftsgebäude |              | 31334878 |                |
| Petersilienstraße 7 52° 11′ 54″ N, 9° 27′ 36″ O  | Wohn-/Wirtschaftsgebäude |              | 31334898 | Weitere Bilder |
| Petersilienstraße 9 52° 11′ 54″ N, 9° 27′ 35″ O  | Wohnhaus                 |              | 31334918 | BW             |
| Petersilienstraße 11 52° 11′ 54″ N, 9° 27′ 35″ O | Wohnhaus                 |              | 31334938 |                |
| Petersilienstraße 13 52° 11′ 53″ N, 9° 27′ 35″ O | Wohnhaus                 |              | 31334958 | BW             |

### Einzelbaudenkmale
| Lage                                            | Bezeichnung                   | Beschreibung                                                    | ID       | Bild           |
| ----------------------------------------------- | ----------------------------- | --------------------------------------------------------------- | -------- | -------------- |
| Am Deisterbahnhof 12 52° 10′ 41″ N, 9° 28′ 4″ O | Bahnhof Bad Münder            | Empfangsgebäude                                                 | 31335675 | Weitere Bilder |
| Am Stadtbahnhof 11 52° 11′ 34″ N, 9° 27′ 16″ O  | Gasthaus                      |                                                                 | 31332845 | BW             |
| Angerstraße 2 52° 11′ 44″ N, 9° 27′ 52″ O       | Wohnhaus                      |                                                                 | 31332866 |                |
| Angerstraße 4 52° 11′ 44″ N, 9° 27′ 51″ O       | Wohn-/Wirtschaftsgebäude      |                                                                 | 31332887 |                |
| Angerstraße 10 52° 11′ 44″ N, 9° 27′ 50″ O      | Wohnhaus                      |                                                                 | 31332905 | BW             |
| Angerstraße 15 52° 11′ 48″ N, 9° 27′ 40″ O      | Schule                        |                                                                 | 31335059 |                |
| Angerstraße 22 52° 11′ 45″ N, 9° 27′ 46″ O      | Wohn-/Wirtschaftsgebäude      |                                                                 | 31332923 | BW             |
| Angerstraße 37 52° 11′ 49″ N, 9° 27′ 22″ O      | Villa                         |                                                                 | 31332944 |                |
| Bahnhofstraße 52° 11′ 9″ N, 9° 28′ 26″ O        | Brücke (Bauwerk)              |                                                                 | 31335696 |                |
| Bahnhofstraße 4 52° 11′ 46″ N, 9° 27′ 54″ O     | Wohn-/Wirtschaftsgebäude      |                                                                 | 31332515 |                |
| Deisterallee 36 52° 12′ 28″ N, 9° 28′ 28″ O     | Krankenhaus (Bauwerk)         |                                                                 | 31332557 | BW             |
| Dyes-Siedlung 52° 10′ 55″ N, 9° 28′ 6″ O        | Eisenbahnbrücke               |                                                                 | 31335738 |                |
| Echternstraße 1 52° 11′ 53″ N, 9° 27′ 47″ O     | Wohn-/Wirtschaftsgebäude      |                                                                 | 31332579 | BW             |
| Feldweg 52° 11′ 4″ N, 9° 28′ 2″ O               | Eisenbahnbrücke               |                                                                 | 31335654 |                |
| Heißenweg 2 52° 11′ 46″ N, 9° 28′ 27″ O         | Kapelle (Bauwerk)             |                                                                 | 31333025 | BW             |
| Heißenweg 2 52° 11′ 46″ N, 9° 28′ 26″ O         | Kapelle (Bauwerk)             | Tor?                                                            | 31333025 | BW             |
| Kellerstraße 2 52° 11′ 55″ N, 9° 27′ 45″ O      | Wohn-/Wirtschaftsgebäude      | Inschrift über dem Tor: HANS KOLMAN . ANNA SCHOMAHKER ANNO 1647 | 31333046 |                |
| Kellerstraße 13 52° 11′ 57″ N, 9° 27′ 45″ O     | Wettbergscher Hof             | Herrenhaus (Bauwerk)                                            | 31333114 | Weitere Bilder |
| Kellerstraße 17 52° 11′ 57″ N, 9° 27′ 47″ O     | Wohn-/ Wirtschaftsgebäude     |                                                                 | 31333135 | BW             |
| Kellerstraße 19 52° 11′ 57″ N, 9° 27′ 46″ O     | Kallmeyersches Haus           | Wohn-/Wirtschaftsgebäude, Bürgerhaus, erbaut 1752               | 31333156 |                |
| Kirchhof 52° 11′ 50″ N, 9° 27′ 48″ O            | Ev. Kirche St. Peter und Paul | Kirche (Bauwerk)                                                | 31333177 | Weitere Bilder |
| Lange Straße 1 52° 11′ 52″ N, 9° 27′ 40″ O      | Münchehof                     | Herrenhaus (Bauwerk)                                            | 31333250 |                |
| Lange Straße 1 52° 11′ 52″ N, 9° 27′ 40″ O      | Mauer                         |                                                                 | 31333271 |                |
| Lange Straße 32 52° 11′ 47″ N, 9° 27′ 53″ O     | Wohn-/Geschäftshaus           |                                                                 | 31333766 |                |
| Lange Straße 42 52° 11′ 45″ N, 9° 27′ 59″ O     | Wohn-/Wirtschaftsgebäude      |                                                                 | 31334091 |                |
| Lange Straße 42 52° 11′ 46″ N, 9° 27′ 59″ O     | Anbau (Gebäudeteil)           |                                                                 | 31338244 | BW             |
| Marktstraße 13 52° 11′ 52″ N, 9° 27′ 44″ O      | Haus der Väter                | Kornspeicher                                                    | 31334358 |                |
| Neue Straße 12 52° 11′ 53″ N, 9° 27′ 58″ O      | Gefangenenturm                | Turm (Bauwerk)                                                  | 31334559 | BW             |
| Neue Straße 14 52° 11′ 52″ N, 9° 27′ 57″ O      | Stadtmauer                    | Mauer                                                           | 31334487 | BW             |
| Neue Straße 16 52° 11′ 52″ N, 9° 27′ 58″ O      | Stadtmauer                    | Mauer                                                           | 31334505 | BW             |
| Neue Straße 18 52° 11′ 51″ N, 9° 27′ 57″ O      | Stadtmauer                    | Mauer                                                           | 31334523 | BW             |
| Neue Straße 20 52° 11′ 51″ N, 9° 27′ 57″ O      | Stadtmauer                    | Mauer                                                           | 31334541 | BW             |
| Neue Straße 22 52° 11′ 50″ N, 9° 27′ 56″ O      | Scheune                       |                                                                 | 31334412 | BW             |
| Obertorstraße 1 52° 11′ 53″ N, 9° 27′ 45″ O     | Rathaus                       |                                                                 | 31334595 | Weitere Bilder |
| Obertorstraße 3 52° 11′ 54″ N, 9° 27′ 45″ O     | Wohnhaus                      |                                                                 | 31334616 | BW             |
| Obertorstraße 6 52° 11′ 54″ N, 9° 27′ 42″ O     | Wohn-/Wirtschaftsgebäude      |                                                                 | 31334637 | BW             |
| Obertorstraße 9 52° 11′ 56″ N, 9° 27′ 45″ O     | Scheune                       |                                                                 | 31334658 | BW             |
| Obertorstraße 16 52° 11′ 56″ N, 9° 27′ 43″ O    | Wohn-/Geschäftshaus           |                                                                 | 31334679 | BW             |
| Osterstraße 6 52° 11′ 47″ N, 9° 27′ 58″ O       | Wohn-/Wirtschaftsgebäude      |                                                                 | 31334694 |                |
| Osterstraße 27 52° 11′ 49″ N, 9° 28′ 4″ O       | Wohn-/Wirtschaftsgebäude      |                                                                 | 31334835 | BW             |
| Steinhof 1 52° 11′ 53″ N, 9° 27′ 41″ O          | Herrenhaus (Bauwerk)          |                                                                 | 31334978 |                |
| Steinhof 1 52° 11′ 54″ N, 9° 27′ 41″ O          | Mauer                         |                                                                 | 31334999 |                |
| Süntelturm 52° 10′ 17″ N, 9° 23′ 1″ O           | Aussichtsturm                 | Turm (Bauwerk)                                                  | 31337570 | Weitere Bilder |
| Touristenweg 52° 11′ 4″ N, 9° 25′ 53″ O         | Wasserbehälter                |                                                                 | 31332824 | BW             |
| Vor dem Oberntore 14 52° 12′ 4″ N, 9° 27′ 43″ O | Amtsgericht                   |                                                                 | 31335017 | BW             |
| Vor dem Oberntore 16 52° 12′ 5″ N, 9° 27′ 43″ O | Wohnhaus                      |                                                                 | 31335038 | BW             |

## Bakede
Baudenkmale im Ortsteil Bakede.

### Gruppe: Kirche und Kirchhof
Die Gruppe „Kirche und Kirchhof“ hat die ID 31304510.

| Lage                                   | Bezeichnung      | Beschreibung | ID       | Bild           |
| -------------------------------------- | ---------------- | ------------ | -------- | -------------- |
| Ringstraße 52° 12′ 35″ N, 9° 23′ 22″ O | Kirche (Bauwerk) |              | 31335123 | Weitere Bilder |
| Ringstraße 52° 12′ 36″ N, 9° 23′ 24″ O | Kriegsmahnmal    |              | 31335147 | BW             |
| Ringstraße 52° 12′ 36″ N, 9° 23′ 23″ O | Kirchhof         |              | 31335167 | BW             |

### Einzelbaudenkmale
| Lage                                        | Bezeichnung              | Beschreibung | ID       | Bild |
| ------------------------------------------- | ------------------------ | ------------ | -------- | ---- |
| Am Mattenberg 52° 11′ 43″ N, 9° 23′ 53″ O   | Kriegerdenkmal           |              | 31336587 |      |
| Mühlenstraße 23 52° 12′ 22″ N, 9° 23′ 19″ O | Windmühle                |              | 31337694 | BW   |
| Papenbrink 8 52° 12′ 38″ N, 9° 23′ 18″ O    | Wohn-/Wirtschaftsgebäude |              | 31335102 | BW   |
| Ringstraße 52° 12′ 35″ N, 9° 23′ 30″ O      | Kriegerdenkmal           |              | 31335187 |      |

## Beber
Baudenkmale im Ortsteil Beber.

### Gruppe: Hofanlage Rohrsener Straße
Die Gruppe „Hofanlage Rohrsener Straße“ hat die ID 31304532.

| Lage                                       | Bezeichnung        | Beschreibung | ID       | Bild |
| ------------------------------------------ | ------------------ | ------------ | -------- | ---- |
| Magnusstraße 7 52° 13′ 26″ N, 9° 22′ 57″ O | Wirtschaftsgebäude |              | 31335393 | BW   |
| Magnusstraße 7 52° 13′ 25″ N, 9° 22′ 57″ O | Wohnhaus           |              | 31335373 |      |

### Gruppe: Kirche m. umgeb. Bebauung
Die Gruppe „Kirche m. umgeb. Bebauung“ hat die ID 31304543.

| Lage                                        | Bezeichnung              | Beschreibung | ID       | Bild           |
| ------------------------------------------- | ------------------------ | ------------ | -------- | -------------- |
| An der Kirche 52° 13′ 27″ N, 9° 22′ 49″ O   | Kriegerdenkmal           |              | 31335229 |                |
| An der Kirche 52° 13′ 26″ N, 9° 22′ 49″ O   | Kirchhof                 |              | 31335272 |                |
| An der Kirche 52° 13′ 26″ N, 9° 22′ 49″ O   | Kirche (Bauwerk)         |              | 31335249 | Weitere Bilder |
| An der Kirche 2 52° 13′ 25″ N, 9° 22′ 50″ O | Wohnhaus                 |              | 31335292 |                |
| An der Kirche 3 52° 13′ 25″ N, 9° 22′ 48″ O | Wohn-/Wirtschaftsgebäude |              | 31335312 |                |
| An der Kirche 5 52° 13′ 23″ N, 9° 22′ 49″ O | Garten                   | Pfarrgarten  | 31338065 | BW             |
| An der Kirche 5 52° 13′ 24″ N, 9° 22′ 49″ O | Speicher (Bauwerk)       |              | 31335352 |                |
| An der Kirche 5 52° 13′ 24″ N, 9° 22′ 49″ O | Pfarrhaus                |              | 31335332 |                |

## Böbber
Baudenkmale im Ortsteil Böbber.

### Einzelbaudenkmale
| Lage                                          | Bezeichnung              | Beschreibung | ID       | Bild           |
| --------------------------------------------- | ------------------------ | ------------ | -------- | -------------- |
| Am Denkmal 52° 12′ 49″ N, 9° 25′ 39″ O        | Kriegerdenkmal           |              | 31335413 | Weitere Bilder |
| Zum Mühlensiek 9 52° 12′ 47″ N, 9° 25′ 30″ O  | Wohn-/Wirtschaftsgebäude |              | 31335434 | BW             |
| Zum Mühlensiek 13 52° 12′ 49″ N, 9° 25′ 28″ O | Wohn-/Wirtschaftsgebäude |              | 31335455 |                |

## Brullsen
Baudenkmale im Ortsteil Brullsen.

### Gruppe: Hofanlage Oberdorf 14
Die Gruppe „Hofanlage Oberdorf 14“ hat die ID 31304708.

| Lage                                   | Bezeichnung              | Beschreibung | ID       | Bild |
| -------------------------------------- | ------------------------ | ------------ | -------- | ---- |
| Oberdorf 14 52° 9′ 15″ N, 9° 29′ 48″ O | Scheune                  |              | 31335566 | BW   |
| Oberdorf 14 52° 9′ 13″ N, 9° 29′ 48″ O | Wohn-/Wirtschaftsgebäude |              | 31335588 | BW   |

### Gruppe: Hofanlage Oberdorf 5
Die Gruppe „Hofanlage Oberdorf 5“ hat die ID 31304858.

| Lage                                 | Bezeichnung | Beschreibung | ID       | Bild |
| ------------------------------------ | ----------- | ------------ | -------- | ---- |
| Oberdorf 5 52° 9′ 8″ N, 9° 29′ 53″ O | Stall       |              | 31337959 | BW   |
| Oberdorf 5 52° 9′ 7″ N, 9° 29′ 54″ O | Wohnhaus    |              | 31337937 | BW   |
| Oberdorf 5 52° 9′ 8″ N, 9° 29′ 55″ O | Scheune     |              | 31335493 | BW   |
| Oberdorf 5 52° 9′ 7″ N, 9° 29′ 55″ O | Backhaus    |              | 31337981 | BW   |

### Gruppe: Gedenkstätte
Die Gruppe „Gedenkstätte“ hat die ID 31304697.

| Lage                               | Bezeichnung  | Beschreibung | ID       | Bild |
| ---------------------------------- | ------------ | ------------ | -------- | ---- |
| Oberdorf 52° 9′ 6″ N, 9° 29′ 56″ O | Gedenkstätte |              | 31335476 |      |

### Einzelbaudenkmale
| Lage                                   | Bezeichnung | Beschreibung | ID       | Bild |
| -------------------------------------- | ----------- | ------------ | -------- | ---- |
| Oberdorf 16 52° 9′ 15″ N, 9° 29′ 49″ O | Wohnhaus    |              | 31335633 | BW   |
| Oberdorf 15 52° 9′ 12″ N, 9° 29′ 50″ O | Wohnhaus    |              | 31335612 | BW   |
| Oberdorf 12 52° 9′ 12″ N, 9° 29′ 47″ O | Wohnhaus    |              | 31335517 | BW   |
| Oberdorf 12 52° 9′ 11″ N, 9° 29′ 48″ O | Scheune     |              | 31335545 | BW   |

## Egestorf (Süntel)
Baudenkmale im Ortsteil Egestorf (Süntel).

### Gruppe: Ehem. Hofanlage Im Dorfe 8,10,12
Die Gruppe „Ehem. Hofanlage Im Dorfe 8,10,12“ hat die ID 31304807.

| Lage                                  | Bezeichnung              | Beschreibung | ID       | Bild |
| ------------------------------------- | ------------------------ | ------------ | -------- | ---- |
| Im Dorfe 8 52° 13′ 8″ N, 9° 24′ 1″ O  | Wohn-/Wirtschaftsgebäude |              | 31335759 | BW   |
| Im Dorfe 10 52° 13′ 9″ N, 9° 24′ 4″ O | Hofanlage                |              | 31335783 | BW   |
| Im Dorfe 12 52° 13′ 9″ N, 9° 24′ 6″ O | Hofanlage                |              | 31335801 | BW   |

### Gruppe: Hofanlage Im Dorfe 16, 16a
Die Gruppe „Hofanlage Im Dorfe 16, 16a“ hat die ID 31304521.

| Lage                                     | Bezeichnung              | Beschreibung | ID       | Bild |
| ---------------------------------------- | ------------------------ | ------------ | -------- | ---- |
| Im Dorfe 16 52° 13′ 9″ N, 9° 24′ 7″ O    | Wohnhaus                 |              | 31335818 | BW   |
| Im Dorfe 16 a 52° 13′ 9″ N, 9° 24′ 7″ O  | Scheune                  |              | 31335878 | BW   |
| Im Dorfe 16 a 52° 13′ 9″ N, 9° 24′ 9″ O  | Schafstall               |              | 31335838 | BW   |
| Im Dorfe 16 a 52° 13′ 10″ N, 9° 24′ 8″ O | Wohn-/Wirtschaftsgebäude |              | 31335858 | BW   |

## Eimbeckhausen
Baudenkmale im Ortsteil Eimbeckhausen.

### Gruppe: Ehem. Rittergut Eimbeckhausen
Die Gruppe „Ehem. Rittergut Eimbeckhausen“ hat die ID 31304587.

| Lage                                              | Bezeichnung         | Beschreibung | ID       | Bild |
| ------------------------------------------------- | ------------------- | ------------ | -------- | ---- |
| Hinterm Junkernhof 52° 14′ 4″ N, 9° 25′ 24″ O     | Einfriedigungsmauer |              | 31336098 |      |
| Nienstedter Straße 3 a 52° 14′ 2″ N, 9° 25′ 29″ O | Einfriedigungsmauer |              | 31336002 |      |
| St.-Martin-Straße 52° 14′ 0″ N, 9° 25′ 25″ O      | Einfriedigungsmauer |              | 31335982 |      |
| Nienstedter Straße 3 a 52° 14′ 4″ N, 9° 25′ 21″ O | Wirtschaftsgebäude  |              | 31336078 |      |
| Nienstedter Straße 3 a 52° 14′ 4″ N, 9° 25′ 27″ O | Wirtschaftsgebäude  |              | 31336060 |      |
| Nienstedter Straße 3 a 52° 14′ 3″ N, 9° 25′ 28″ O | Wirtschaftsgebäude  |              | 31336040 |      |
| Nienstedter Straße 3 a 52° 14′ 2″ N, 9° 25′ 26″ O | Wohnhaus            |              | 31336022 |      |

### Gruppe: Kirche u. Pfarre St.-Martin-Straße
Die Gruppe „Kirche u. Pfarre St.-Martin-Straße“ hat die ID 31304576.

| Lage                                          | Bezeichnung | Beschreibung     | ID       | Bild           |
| --------------------------------------------- | ----------- | ---------------- | -------- | -------------- |
| St. Martin Straße 52° 13′ 59″ N, 9° 25′ 24″ O | St. Martin  | Kirche (Bauwerk) | 31336118 | Weitere Bilder |
| St. Martin Straße 52° 13′ 59″ N, 9° 25′ 24″ O | Kirchhof    |                  | 31336142 |                |
| Hauptstraße 2 52° 13′ 58″ N, 9° 25′ 27″ O     | Pfarrhaus   |                  | 31335940 |                |

### Gruppe: Hofanlage Unter dem Thie
Die Gruppe „Hofanlage Unter dem Thie“ hat die ID 31304565.

| Lage                                        | Bezeichnung   | Beschreibung | ID       | Bild |
| ------------------------------------------- | ------------- | ------------ | -------- | ---- |
| Unter dem Thie 23 52° 14′ 4″ N, 9° 25′ 2″ O | Scheune       |              | 31336182 | BW   |
| Unter dem Thie 23 52° 14′ 4″ N, 9° 25′ 3″ O | Scheune/Stall |              | 31336202 | BW   |
| Unter dem Thie 23 52° 14′ 3″ N, 9° 25′ 4″ O | Wohnhaus      |              | 31336162 |      |

### Gruppe: Forstgehöft Hemschehausen
Die Gruppe „Forstgehöft Hemschehausen“ hat die ID 31304609.

| Lage                                      | Bezeichnung | Beschreibung | ID       | Bild |
| ----------------------------------------- | ----------- | ------------ | -------- | ---- |
| Hemschehausen 52° 14′ 19″ N, 9° 27′ 32″ O | Forsthaus   |              | 31337011 | BW   |
| Hemschehausen 52° 14′ 19″ N, 9° 27′ 33″ O | Scheune     |              | 31337031 | BW   |

### Einzelbaudenkmale
| Lage                                           | Bezeichnung              | Beschreibung | ID       | Bild           |
| ---------------------------------------------- | ------------------------ | ------------ | -------- | -------------- |
| 52° 14′ 42″ N, 9° 24′ 14″ O                    | Jüdischer Friedhof       |              | 31337857 | Weitere Bilder |
| Am Bach 11 52° 13′ 57″ N, 9° 25′ 42″ O         | Wohn-/Wirtschaftsgebäude |              | 31335919 |                |
| Nienstedter Straße 52° 14′ 27″ N, 9° 25′ 44″ O | Kriegsmahnmal            |              | 31335960 | Weitere Bilder |
| Waltershagen 1 52° 14′ 50″ N, 9° 24′ 41″ O     | Scheune                  |              | 31337587 | BW             |

## Flegessen
Baudenkmale im Ortsteil Flegessen.

### Gruppe: Pfarrhaus mit Garten, Kirchstraße 4
Die Gruppe „Pfarrhaus mit Garten, Kirchstraße 4“ hat die ID 43927356.

| Lage                                     | Bezeichnung | Beschreibung | ID       | Bild |
| ---------------------------------------- | ----------- | ------------ | -------- | ---- |
| Kirchstraße 4 52° 9′ 23″ N, 9° 26′ 14″ O | Pfarrhaus   |              | 31336302 | BW   |
| Kirchstraße 4 52° 9′ 25″ N, 9° 26′ 15″ O | Pfarrgarten |              | 43927392 | BW   |

### Einzelbaudenkmale
| Lage                                           | Bezeichnung              | Beschreibung | ID       | Bild |
| ---------------------------------------------- | ------------------------ | ------------ | -------- | ---- |
| Flegesser Straße 52° 9′ 23″ N, 9° 26′ 10″ O    | Kriegerdenkmal           |              | 31336222 | BW   |
| Flegesser Straße 23 52° 9′ 22″ N, 9° 26′ 11″ O | Wohn-/Wirtschaftsgebäude |              | 31336243 | BW   |
| Gülichstraße 22 52° 9′ 29″ N, 9° 26′ 14″ O     | Wohnhaus                 |              | 31336264 | BW   |
| Gülichstraße 22 52° 9′ 29″ N, 9° 26′ 15″ O     | Nebengebäude             |              | 31338230 | BW   |
| Gülichstraße 47 52° 9′ 28″ N, 9° 26′ 8″ O      | Wohn-/Wirtschaftsgebäude |              | 31336281 | BW   |
| Kirchstraße 7 52° 9′ 24″ N, 9° 26′ 11″ O       | Kirche (Bauwerk)         |              | 31336323 |      |

## Hachmühlen
Baudenkmale im Ortsteil Hachmühlen.

### Gruppe: Hofanlage Neustädter Straße 23
Die Gruppe „Hofanlage Neustädter Straße 23“ hat die ID 31304664.

| Lage                                            | Bezeichnung | Beschreibung | ID       | Bild |
| ----------------------------------------------- | ----------- | ------------ | -------- | ---- |
| Neustädter Straße 23 52° 9′ 45″ N, 9° 29′ 10″ O | Scheune     |              | 31336525 | BW   |
| Neustädter Straße 23 52° 9′ 44″ N, 9° 29′ 9″ O  | Wohnhaus    |              | 31336505 |      |

### Gruppe: Kirche mit Kirchhof
Die Gruppe „Kirche mit Kirchhof“ hat die ID 31304653.

| Lage                                    | Bezeichnung      | Beschreibung | ID       | Bild           |
| --------------------------------------- | ---------------- | ------------ | -------- | -------------- |
| Dorfstraße 1 52° 9′ 45″ N, 9° 28′ 41″ O | Kirche (Bauwerk) |              | 31336364 | Weitere Bilder |
| Dorfstraße 1 52° 9′ 45″ N, 9° 28′ 40″ O | Kirchhof         |              | 31336386 |                |
| Dorfstraße 1 52° 9′ 46″ N, 9° 28′ 39″ O | Kriegerdenkmal   |              | 31336344 |                |

### Einzelbaudenkmale
| Lage                                           | Bezeichnung              | Beschreibung       | ID       | Bild |
| ---------------------------------------------- | ------------------------ | ------------------ | -------- | ---- |
| Neustädter Straße 25 52° 9′ 43″ N, 9° 29′ 7″ O | ehem. Mühle              | Mühle (Baukomplex) | 31336545 |      |
| Unter der Kirche 5 52° 9′ 45″ N, 9° 28′ 43″ O  | Wohn-/Wirtschaftsgebäude |                    | 31336566 |      |
| Dorfstraße 13 52° 9′ 40″ N, 9° 28′ 45″ O       | Wohn-/Wirtschaftsgebäude |                    | 31336406 |      |
| Dorfstraße 30 52° 9′ 35″ N, 9° 28′ 51″ O       | Wohnhaus                 |                    | 31336427 | BW   |
| Dorfstraße 32 52° 9′ 34″ N, 9° 28′ 52″ O       | Wassermühle              | Mühle (Baukomplex) | 31336448 |      |

## Hamelspringe
Baudenkmale im Ortsteil Hamelspringe.

### Einzelbaudenkmale
| Lage                                                | Bezeichnung              | Beschreibung | ID       | Bild |
| --------------------------------------------------- | ------------------------ | ------------ | -------- | ---- |
| An den Eichen 2 52° 11′ 44″ N, 9° 24′ 18″ O         | Wohn-/Wirtschaftsgebäude |              | 31336609 | BW   |
| Hamelspringer Straße 38 52° 11′ 48″ N, 9° 24′ 35″ O | Wohnhaus                 |              | 31336630 | BW   |
| Klosterweg 2 52° 11′ 44″ N, 9° 24′ 27″ O            | Wohnhaus                 |              | 31336651 | BW   |
| Klosterweg 2 52° 11′ 44″ N, 9° 24′ 29″ O            | Stall                    |              | 31336672 | BW   |
| Klosterweg 2 52° 11′ 43″ N, 9° 24′ 30″ O            | Kapelle (Bauwerk)        |              | 31336693 | BW   |

## Hasperde
Baudenkmale im Ortsteil Hasperde.

### Gruppe: Ehemaliger Gutshof Hasperder Straße 4–12
Die Gruppe „Ehemaliger Gutshof Hasperder Straße 4-12“ hat die ID 31304642.

| Lage                                              | Bezeichnung              | Beschreibung        | ID       | Bild           |
| ------------------------------------------------- | ------------------------ | ------------------- | -------- | -------------- |
| Hasperder Straße 4 52° 8′ 37″ N, 9° 27′ 28″ O     | Park                     |                     | 31336826 |                |
| Hasperder Straße 4 52° 8′ 34″ N, 9° 27′ 29″ O     | Wohnhaus                 | ehem. Verwalterhaus | 31336714 |                |
| Hasperder Straße 4 52° 8′ 36″ N, 9° 27′ 29″ O     | Gartenhaus               |                     | 31336739 | BW             |
| Hasperder Straße 4 52° 8′ 33″ N, 9° 27′ 29″ O     | Garage                   |                     | 31336806 | BW             |
| Hasperder Straße 4 52° 8′ 32″ N, 9° 27′ 29″ O     | Stall                    | Kuhstall            | 31336764 |                |
| Hasperder Straße 4 52° 8′ 30″ N, 9° 27′ 26″ O     | Schafstall               |                     | 31336784 | BW             |
| Hasperder Straße 6 52° 8′ 37″ N, 9° 27′ 31″ O     | Wohnhaus                 | ehem. Hühnerhaus    | 31336846 | BW             |
| Hasperder Straße 8 52° 8′ 36″ N, 9° 27′ 34″ O     | Wohnhaus                 |                     | 31336866 | BW             |
| Hasperder Straße 10 52° 8′ 35″ N, 9° 27′ 34″ O    | Mühle (Baukomplex)       |                     | 31336886 | BW             |
| Hasperder Straße 12 52° 8′ 33″ N, 9° 27′ 35″ O    | Schloss (Bauwerk)        |                     | 31336906 | Weitere Bilder |
| Hasperder Straße 14/16 52° 8′ 29″ N, 9° 27′ 26″ O | Wohn-/Wirtschaftsgebäude | Schäferhaus         | 31336929 | BW             |

### Einzelbaudenkmale
| Lage                                           | Bezeichnung      | Beschreibung     | ID       | Bild |
| ---------------------------------------------- | ---------------- | ---------------- | -------- | ---- |
| Hamelner Straße 2 52° 8′ 43″ N, 9° 26′ 57″ O   | Bahnhof Hasperde | Empfangsgebäude  | 31335081 | BW   |
| Hasperder Straße 15 52° 8′ 32″ N, 9° 27′ 25″ O | Wohnhaus         |                  | 31336947 | BW   |
| Hasperder Straße 17 52° 8′ 31″ N, 9° 27′ 25″ O | Wohnhaus         |                  | 31336968 | BW   |
| Lange Reihe 1 / 3 52° 8′ 29″ N, 9° 27′ 23″ O   | Wohnhaus         | Arbeiterwohnhaus | 31336990 | BW   |

## Klein Süntel
Baudenkmale im Ortsteil Klein Süntel.

### Einzelbaudenkmale
| Lage                                                | Bezeichnung | Beschreibung | ID       | Bild           |
| --------------------------------------------------- | ----------- | ------------ | -------- | -------------- |
| Klein-Sünteler-Straße 13 52° 10′ 5″ N, 9° 26′ 19″ O | Glashütte   |              | 31337051 | Weitere Bilder |

## Luttringhausen
Baudenkmale im Ortsteil Luttringhausen.

### Einzelbaudenkmale
| Lage                                         | Bezeichnung          | Beschreibung | ID       | Bild |
| -------------------------------------------- | -------------------- | ------------ | -------- | ---- |
| Klosterbreite 10 52° 13′ 20″ N, 9° 26′ 34″ O | Herrenhaus (Bauwerk) |              | 31337072 | BW   |
| Klosterbreite 10 52° 13′ 21″ N, 9° 26′ 36″ O | Scheune              |              | 31337093 | BW   |

## Nettelrede
Baudenkmale im Ortsteil Nettelrede.

### Gruppe: Kirche mit Schule August-Katz-Straße
Die Gruppe „Kirche mit Schule August-Katz-Straße“ hat die ID 31304620.

| Lage                                             | Bezeichnung      | Beschreibung | ID       | Bild           |
| ------------------------------------------------ | ---------------- | --- | -------- | -------------- |
| August Katz Straße 3 52° 12′ 57″ N, 9° 27′ 15″ O | Kirche (Bauwerk) | Erhaltener mittelalterlicher Turm mit Staffelgiebeln, im Kern romanisch. Neugotisches Langhaus 1862 bis 1864 nach Plänen von Conrad Wilhelm Hase ergänzt. | 31337135 | Weitere Bilder |
| August Katz Straße 3 52° 12′ 58″ N, 9° 27′ 15″ O | Kriegerdenkmal   | | 31337156 |                |
| August Katz Straße 5 52° 12′ 59″ N, 9° 27′ 15″ O | Schule           | | 31337176 | BW             |

### Einzelbaudenkmale
| Lage                                               | Bezeichnung              | Beschreibung | ID       | Bild |
| -------------------------------------------------- | ------------------------ | ------------ | -------- | ---- |
| August Katz Straße 1 a 52° 12′ 57″ N, 9° 27′ 14″ O | Wohn-/Wirtschaftsgebäude |              | 31337114 | BW   |
| August Katz Straße 7 52° 12′ 58″ N, 9° 27′ 13″ O   | Wohn-/Wirtschaftsgebäude |              | 31337196 | BW   |
| Böbbersche Straße 1 52° 13′ 2″ N, 9° 27′ 15″ O     | Scheune                  |              | 31337217 | BW   |
| Böbbersche Straße 5 a 52° 12′ 58″ N, 9° 27′ 11″ O  | Wohn-/Wirtschaftsgebäude |              | 31337238 | BW   |
| Kreisstraße 29 52° 12′ 57″ N, 9° 27′ 17″ O         | Lindenhof                | Gasthaus     | 31337259 | BW   |
| Tempstraße 5 52° 13′ 1″ N, 9° 27′ 16″ O            | Wohnhaus                 |              | 31337280 | BW   |

## Nienstedt
Baudenkmale im Ortsteil Nienstedt.

### Gruppe: Hofanlage Eimbeckhäuser Straße 16
Die Gruppe „Hofanlage Eimbeckhäuser Straße 16“ hat die ID 31304598.

| Lage                                               | Bezeichnung              | Beschreibung | ID       | Bild |
| -------------------------------------------------- | ------------------------ | ------------ | -------- | ---- |
| Eimbeckhäuser Straße 16 52° 15′ 20″ N, 9° 27′ 5″ O | Remise                   |              | 31337344 |      |
| Eimbeckhäuser Straße 16 52° 15′ 21″ N, 9° 27′ 6″ O | Scheune                  |              | 31337364 |      |
| Eimbeckhäuser Straße 16 52° 15′ 21″ N, 9° 27′ 5″ O | Wohn-/Wirtschaftsgebäude |              | 31337384 |      |

### Einzelbaudenkmale
| Lage                                                 | Bezeichnung              | Beschreibung | ID       | Bild           |
| ---------------------------------------------------- | ------------------------ | --- | -------- | -------------- |
| Alte Mühle 5 a 52° 15′ 28″ N, 9° 26′ 56″ O           | Wohn-/Wirtschaftsgebäude | | 31337301 |                |
| Eimbeckhäuser Straße 14 a 52° 15′ 25″ N, 9° 27′ 8″ O | Wohn-/Wirtschaftsgebäude | | 31337323 |                |
| Hainbrink 2 52° 15′ 21″ N, 9° 26′ 58″ O              | Wohn-/Wirtschaftsgebäude | Ehem. Leibzucht | 31337404 |                |
| Lauenauer Straße 52° 15′ 32″ N, 9° 27′ 1″ O          | Kriegerdenkmal           | | 31337446 | Weitere Bilder |
| Kammweg 52° 16′ 12″ N, 9° 27′ 12″ O                  | Nordmannsturm            | Turm erstmals 1863 von dem hannoverschen Maurermeister Constantin Nordmann neben Nordmanns Steinbruch auf dem Reinekensiekskopf erbaut. Durch Blitzschlag zerstört und 1882 neu aufgebaut. 1913 wurde eine Schutzhütte am Fuß des Turms gebaut, Gaststätte. | 31337425 | Weitere Bilder |

## Rohrsen
Baudenkmale im Ortsteil Rohrsen.

### Gruppe: Hofanlage Hinterm Dorfe
Die Gruppe „Hofanlage Hinterm Dorfe“ hat die ID 31304554.

| Lage                                       | Bezeichnung | Beschreibung | ID       | Bild |
| ------------------------------------------ | ----------- | ------------ | -------- | ---- |
| Hinterm Dorfe 8 52° 14′ 3″ N, 9° 23′ 15″ O | Scheune     |              | 31337511 | BW   |
| Hinterm Dorfe 8 52° 14′ 4″ N, 9° 23′ 14″ O | Stall       |              | 31337531 | BW   |
| Hinterm Dorfe 8 52° 14′ 5″ N, 9° 23′ 17″ O | Wohnhaus    |              | 31337486 | BW   |

### Einzelbaudenkmale
| Lage                                          | Bezeichnung    | Beschreibung | ID       | Bild |
| --------------------------------------------- | -------------- | ------------ | -------- | ---- |
| Bebersche Straße 3 52° 14′ 3″ N, 9° 23′ 28″ O | Wohnhaus       |              | 31337467 | BW   |
| Unter den Eichen 52° 13′ 56″ N, 9° 23′ 21″ O  | Kriegerdenkmal |              | 31337551 | BW   |